# Marcus Livius Drusus (tribun de la plèbe en -91)
Pour les articles homonymes, voir Drusus.
Marcus Livius Drusus fut tribun de la plèbe à Rome en 91 av. J.-C. durant la fin de la République romaine. Ses propositions d’accorder la citoyenneté aux Italiens furent repoussées par le Sénat romain, et lui-même fut assassiné.

## Biographie
M. Livius Drusus était d’une famille noble et riche, descendant des Scipion par sa mère Cornelia. Il suivit le même plan de conduite que son père Marcus Livius Drusus, et chercha à rattacher le peuple au sénat par des largesses et des lois populaires.
Il prit le parti des populares[réf. nécessaire] et se fit élire tribun de la plèbe en 91 av. J.-C. Il continua les mesures de ses prédécesseurs, les Gracques et Saturninus, en faisant voter une nouvelle loi frumentaire abaissant encore le prix du blé distribué aux citoyens pauvres.
Il présenta ensuite un projet de création de nouvelles colonies en Sicile et en Italie, sur des terres publiques romaines concédées aux peuples alliés de Rome. En compensation, les peuples italiens se voyaient accorder la citoyenneté romaine. Ce projet fut soutenu avec vigueur par les Marses, peuple voisin de Rome, qui marchèrent par milliers vers Rome, menaçant de la mettre à sac si le projet n’était pas voté. On put convaincre ces manifestants de rebrousser chemin.
C'est sur ces entrefaites que Drusus fut assassiné chez lui, à l'été 91 av. J.-C. Le Sénat profita de sa disparition pour rejeter le projet de création de colonies, en octobre 91, et abroger toutes les mesures prises par le défunt, y compris sa loi frumentaire. Le crime ne fut pas vraiment élucidé mais il est probable qu'il ait été le fait des opposants de Drusus au Sénat, peut-être des Optimates qui étaient contre l'idée de donner la citoyenneté romaine aux Socii. Cela engendra une certaine indignation  qui dégénéra en révolte chez les Marses, la rébellion gagna ensuite les Samnites puis toute l’Italie du centre et du sud. Ce fut l’origine de la sanglante Guerre sociale,.

## Source
Marie-Nicolas Bouillet  et Alexis Chassang (dir.), « Marcus Livius Drusus » dans Dictionnaire universel d’histoire et de géographie, 1878 (lire sur Wikisource)